# Craolândia
Craolândia é um distrito do município brasileiro de Goiatins, no interior do estado do Tocantins. Segundo o censo demográfico de 2022, realizado pelo Instituto Brasileiro de Geografia e Estatística (IBGE), sua população era de 1 311 habitantes e havia 422 domicílios particulares permanentes ocupados. Foi criado pela lei estadual nº 891 de 12 de dezembro de 1953, juntamente à emancipação da cidade.
De acordo com o IBGE, em 2010 a população era de 1 199 habitantes e havia 387 domicílios particulares.